# باربی در نقش شاهزاده و گدا
باربی در نقش شاهزاده و گدا (انگلیسی: Barbie as the Princess and the Pauper) یک فیلم پویانمایی فانتزی موزیکال می‌باشد که در ۲۸ سپتامبر سال ۲۰۰۴ در قالب ویدئو منتشر گردید و در ۱۴ نوامبر سال ۲۰۰۴ بر روی تلویزیون در نیکلودئون به‌نمایش درآمد.